# Marianne Mithun
Marianne Mithun (née en 1946) est une linguiste américaine, spécialisée dans les langues autochtones des Amériques et la typologie des langues. Elle est professeure de linguistique à l'Université de Californie à Santa Barbara, où elle occupe un poste universitaire depuis 1986. 

## Carrière
Sa carrière commence par un travail de terrain sur les langues iroquoiennes, en particulier le mohawk, le cayuga et le tuscarora. Elle obtient son doctorat en linguistique à Yale en 1974, avec une thèse intitulée Une grammaire du Tuscarora (avec Floyd Lounsbury comme directeur de thèse). Son travail couvre un certain nombre de sous-domaines linguistiques, notamment la morphologie, la syntaxe, le discours, la prosodie, la linguistique de contact et les changements linguistiques, la typologie, la documentation linguistique et les relations entre ces sous-domaines,. Elle travaille sur plusieurs langues provenant d'une grande variété de familles linguistiques, mais se spécialise dans les langues autochtones des Amériques. Outre les langues iroquoiennes, elle travaille également, en Californie, sur le pomo central et les langues chumash, le yup'ik de l'Alaska central et le pampangue (langue austronésienne) . 
Marianne Mithun compile un aperçu complet des langues autochtones des Amériques dans The Languages of Native North America. Linguist List décrit cet ouvrage comme « un excellent livre à avoir comme référence » et comme contenant « une quantité incroyable d'informations et de données illustratives ». L'ouvrage est une référence bipartite organisée d'une part par catégories grammaticales (dont des catégories particulièrement répandues en Amérique du Nord, comme la polysynthèse ), et d'autre part par famille. En 2002, le volume remporte le Leonard Bloomfield Book Award, décerné chaque année par la Linguistic Society of America pour le meilleur livre en linguistique.  
Marianne Mithun et son mari, le linguiste Wallace Chafe, créent et dirigent le Wallace Chafe et la fondation Marianne Mithun pour la Recherche en Langues peu étudiées (Marianne Mithun Fund for Research on Understudied Languages). La fondation aide les étudiants diplômés à couvrir les dépenses dans les projets de documentation linguistique pour les langues peu étudiées.

## Récompenses et honneurs
Marianne Mithun enseigne dans de nombreuses institutions à travers le monde, notamment Georgetown, La Trobe, Rice, Stanford, SUNY Albany, Amsterdam, Cagliari, Berkeley, Hambourg, UIUC, UNM, Wake Forest et Yale.  
Marianne Mithun est la présidente fondatrice de la Society for Linguistic Anthropology de 1983 à 1985. De 1999 à 2003, elle a été présidente de l'Association for Linguistic Typology. De 2014 à 2015, elle est présidente de la Societas Linguistica Europaea. Elle est membre de l'Académie norvégienne des sciences et des lettres. Depuis janvier 2019, Mithun est vice-présidente/ présidente élue de la Linguistic Society of America (LSA). En 2020, elle en est la 95e présidente.  